# Kjell Svensson (militär)
Kjell Alfred Vincent Svensson, född den 19 maj 1938 i Annerstads församling i Kronobergs län, död den 30 juli 2016 i Landeryds distrikt i Östergötlands län, var en svensk militär.

## Biografi
Svensson avlade officersexamen vid Krigsskolan 1962 och utnämndes samma år till fänrik i armén, varefter han befordrades till kapten vid Svea trängregemente 1970 och till major 1973. Han var 1980–1982 detaljchef vid Tränginspektionen i Arméstaben och befordrades 1981 till överstelöjtnant. Åren 1982–1985 var han verksam vid Svea trängregemente: som utbildningschef 1982–1983 och stabschef 1983–1985. Han utnämndes 1984 till överstelöjtnant med särskild tjänsteställning. Regementet bytte 1985 namn till Svea trängbataljon och han var 1985–1987 dess chef. Åren 1987–1993 var han chef för Produktionsledningsenheten vid Livgrenadjärregementet.